# Kvalifikace na Mistrovství Evropy ve fotbale 2016 – skupina A
Skupina A kvalifikace na Mistrovství Evropy ve fotbale 2016 byla jednou z 9 kvalifikačních skupin na tento šampionát. Postup na závěrečný turnaj si zajistily první dva týmy skupiny a to Česko a Island, a také nejlepší tým z žebříčku týmů na třetích místech všech skupin Turecko.

## Tabulka
| Legenda                                                                         |
| ------------------------------------------------------------------------------- |
| Vítěz skupiny a druhý v pořadí postupující přímo na šampionát                   |
| Třetí tým v pořadí bude hrát baráž o postup na šampionát                        |
| V křížové tabulce vpravo je domácí tým v levém sloupci, hostující v horní řadě. |
| Vítěz zápasu je zvýrazněn tučně.                                                |

| Tým        | Z  | V | R | P | VG | IG | +/- | B  |
| ---------- | -- | - | - | - | -- | -- | --- | -- |
| Česko      | 10 | 7 | 1 | 2 | 19 | 14 | +5  | 22 |
| Island     | 10 | 6 | 2 | 2 | 17 | 6  | +11 | 20 |
| Turecko    | 10 | 5 | 3 | 2 | 14 | 9  | +5  | 18 |
| Nizozemsko | 10 | 4 | 1 | 5 | 17 | 14 | +3  | 13 |
| Kazachstán | 10 | 1 | 2 | 7 | 7  | 18 | −11 | 5  |
| Lotyšsko   | 10 | 0 | 5 | 5 | 6  | 19 | −13 | 5  |

|            | Česko | Island | Turecko | Nizozemsko | Kazachstán | Lotyšsko |
| ---------- | ----- | ------ | ------- | ---------- | ---------- | -------- |
| Česko      | —     | 2:1    | 0:2     | 2:1        | 2:1        | 1:1      |
| Island     | 2:1   | —      | 3:0     | 2:0        | 0:0        | 2:2      |
| Turecko    | 1:2   | 1:0    | —       | 3:0        | 3:1        | 1:1      |
| Nizozemsko | 2:3   | 0:1    | 1:1     | —          | 3:1        | 6:0      |
| Kazachstán | 2:4   | 0:3    | 0:1     | 1:2        | —          | 0:0      |
| Lotyšsko   | 1:2   | 0:3    | 1:1     | 0:2        | 0:1        | —        |

## Zápasy
Všechny časy zápasů jsou v SEČ nebo SELČ.
| 9. září 2014 18:00 |        |          |                                                                         |
| Kazachstán         | 0 : 0  | Lotyšsko | Astana Arena, Astana diváci: 10 200 rozhodčí: Ivan Kružliak (Slovensko) |
|                    | Zpráva |          | Astana Arena, Astana diváci: 10 200 rozhodčí: Ivan Kružliak (Slovensko) |

| 9. září 2014 20:45     |        |             |                                                                         |
| Česko                  | 2 : 1  | Nizozemsko  | Generali Arena, Praha diváci: 17 946 rozhodčí: Gianluca Rocchi (Itálie) |
| Dočkal 22' Pilař 90+1' | Zpráva | De Vrij 55' | Generali Arena, Praha diváci: 17 946 rozhodčí: Gianluca Rocchi (Itálie) |

| 9. září 2014 20:45                              |        |         |                                                                             |
| Island                                          | 3 : 0  | Turecko | Laugardalsvöllur, Reykjavík diváci: 8 811 rozhodčí: Ivan Bebek (Chorvatsko) |
| Böðvarsson 19' G. Sigurðsson 76' Sigþórsson 77' | Zpráva |         | Laugardalsvöllur, Reykjavík diváci: 8 811 rozhodčí: Ivan Bebek (Chorvatsko) |

| 10. října 2014 20:45 |        |                                               |                                                                               |
| Lotyšsko             | 0 : 3  | Island                                        | Skonto stadions, Riga diváci: 6 354 rozhodčí: Robert Schörgenhofer (Rakousko) |
|                      | Zpráva | G. Sigurðsson 66' Gunnarsson 77' Gíslason 90' | Skonto stadions, Riga diváci: 6 354 rozhodčí: Robert Schörgenhofer (Rakousko) |

| 10. října 2014 20:45                            |        |             |                                                                           |
| Nizozemsko                                      | 3 : 1  | Kazachstán  | Amsterdam ArenA, Amsterdam diváci: 45 000 rozhodčí: Matej Jug (Slovinsko) |
| Huntelaar 62' Afellay 82' Van Persie 89' (pen.) | Zpráva | Abdulin 17' | Amsterdam ArenA, Amsterdam diváci: 45 000 rozhodčí: Matej Jug (Slovinsko) |

| 10. října 2014 20:45 |        |                      |                                                                                                 |
| Turecko              | 1 : 2  | Česko                | Fenerbahçe Şükrü Saracoğlu Stadyumu, Istanbul diváci: 25 000 rozhodčí: Jonas Eriksson (Švédsko) |
| Bulut 8'             | Zpráva | Sivok 15' Dočkal 58' | Fenerbahçe Şükrü Saracoğlu Stadyumu, Istanbul diváci: 25 000 rozhodčí: Jonas Eriksson (Švédsko) |

| 13. října 2014 18:00  |        |                                            |                                                                           |
| Kazachstán            | 2 : 4  | Česko                                      | Astana Arena, Astana diváci: 24 000 rozhodčí: Mattias Gestranius (Finsko) |
| Logviněnko 84', 90+1' | Zpráva | Dočkal 13' Lafata 44' Krejčí 56' Necid 88' | Astana Arena, Astana diváci: 24 000 rozhodčí: Mattias Gestranius (Finsko) |

| 13. října 2014 20:45          |        |            |                                                                                          |
| Island                        | 2 : 0  | Nizozemsko | Laugardalsvöllur, Reykjavík diváci: 10 000 rozhodčí: Carlos Velasco Carballo (Španělsko) |
| G. Sigurðsson 10' (pen.), 42' | Zpráva |            | Laugardalsvöllur, Reykjavík diváci: 10 000 rozhodčí: Carlos Velasco Carballo (Španělsko) |

| 13. října 2014 20:45 |        |          |                                                                      |
| Lotyšsko             | 1 : 1  | Turecko  | Skonto stadions, Riga diváci: 6 432 rozhodčí: Bobby Madden (Skotsko) |
| Šabala 54' (pen.)    | Zpráva | Kısa 47' | Skonto stadions, Riga diváci: 6 432 rozhodčí: Bobby Madden (Skotsko) |

| 16. listopadu 2014 18:00                                   |        |          |                                                                          |
| Nizozemsko                                                 | 6 : 0  | Lotyšsko | Amsterdam ArenA, Amsterdam diváci: 47 500 rozhodčí: Liran Liany (Izrael) |
| Van Persie 6' Robben 35', 82' Huntelaar 42', 89' Bruma 78' | Zpráva |          | Amsterdam ArenA, Amsterdam diváci: 47 500 rozhodčí: Liran Liany (Izrael) |

| 16. listopadu 2014 20:45             |        |                  |                                                                       |
| Česko                                | 2 : 1  | Island           | Doosan Arena, Plzeň diváci: 11 354 rozhodčí: Wolfgang Stark (Německo) |
| Kadeřábek 45+1' Böðvarsson 61' (vl.) | Zpráva | R. Sigurðsson 9' | Doosan Arena, Plzeň diváci: 11 354 rozhodčí: Wolfgang Stark (Německo) |

| 16. listopadu 2014 20:45        |        |                   |                                                                            |
| Turecko                         | 3 : 1  | Kazachstán        | Türk Telekom Arena, Istanbul diváci: 27 547 rozhodčí: Alexej Eskov (Rusko) |
| Yılmaz 26' (pen.), 29' Aziz 83' | Zpráva | Smakov 87' (pen.) | Türk Telekom Arena, Istanbul diváci: 27 547 rozhodčí: Alexej Eskov (Rusko) |

| 28. března 2015 16:00 |        |                                        |                                                           |
| Kazachstán            | 0 : 3  | Island                                 | Astana Arena, Astana rozhodčí: Tasos Sidiropoulos (Řecko) |
|                       | Zpráva | Gudjohnsen 20' B. Bjarnason 32', 90+1' | Astana Arena, Astana rozhodčí: Tasos Sidiropoulos (Řecko) |

| 28. března 2015 18:00 |        |                  |                                                                                 |
| Česko                 | 1 : 1  | Lotyšsko         | Eden Aréna, Praha diváci: 13 722 rozhodčí: Javier Estrada Fernández (Španělsko) |
| Pilař 90'             | Zpráva | A. Višņakovs 30' | Eden Aréna, Praha diváci: 13 722 rozhodčí: Javier Estrada Fernández (Španělsko) |

| 28. března 2015 20:45 |        |            |                                                            |
| Nizozemsko            | 1 : 1  | Turecko    | Amsterdam ArenA, Amsterdam rozhodčí: Felix Brych (Německo) |
| Huntelaar 90+2'       | Zpráva | Yılmaz 37' | Amsterdam ArenA, Amsterdam rozhodčí: Felix Brych (Německo) |

| 12. června 2015 18:00 |        |           |                                                                       |
| Kazachstán            | 0 : 1  | Turecko   | Astana Arena, Astana diváci: 12 000 rozhodčí: Michael Oliver (Anglie) |
|                       | Zpráva | Turan 83' | Astana Arena, Astana diváci: 12 000 rozhodčí: Michael Oliver (Anglie) |

| 12. června 2015 20:45         |        |            |                                                                               |
| Island                        | 2 : 1  | Česko      | Laugardalsvöllur, Reykjavík diváci: 15 500 rozhodčí: William Collum (Skotsko) |
| Gunnarsson 60' Sigþórsson 76' | Zpráva | Dočkal 55' | Laugardalsvöllur, Reykjavík diváci: 15 500 rozhodčí: William Collum (Skotsko) |

| 12. června 2015 20:45 |        |                            |                                                                          |
| Lotyšsko              | 0 : 2  | Nizozemsko                 | Skonto stadions, Riga diváci: 9 500 rozhodčí: Svein Oddvar Moen (Norsko) |
|                       | Zpráva | Wijnaldum 67' Narsingh 71' | Skonto stadions, Riga diváci: 9 500 rozhodčí: Svein Oddvar Moen (Norsko) |

| 3. září 2015 20:45 |        |                |                                                                             |
| Česko              | 2 : 1  | Kazachstán     | Doosan Arena, Plzeň diváci: 10 572 rozhodčí: Martin Strömbergsson (Švédsko) |
| Škoda 74', 86'     | Zpráva | Logviněnko 21' | Doosan Arena, Plzeň diváci: 10 572 rozhodčí: Martin Strömbergsson (Švédsko) |

| 3. září 2015 20:45 |        |                          |                                                                            |
| Nizozemsko         | 0 : 1  | Island                   | Amsterdam ArenA, Amsterdam diváci: 47 000 rozhodčí: Milorad Mažić (Srbsko) |
|                    | Zpráva | G. Sigurðsson 51' (pen.) | Amsterdam ArenA, Amsterdam diváci: 47 000 rozhodčí: Milorad Mažić (Srbsko) |

| 3. září 2015 20:45 |        |              |                                                                          |
| Turecko            | 1 : 1  | Lotyšsko     | Torku Arena, Konya diváci: 35 900 rozhodčí: Stefan Johannesson (Švédsko) |
| İnan 77'           | Zpráva | Šabala 90+1' | Torku Arena, Konya diváci: 35 900 rozhodčí: Stefan Johannesson (Švédsko) |

| 6. září 2015 18:00 |        |                          |                                                                       |
| Lotyšsko           | 1 : 2  | Česko                    | Skonto stadions, Riga diváci: 7 913 rozhodčí: Deniz Aytekin (Německo) |
| Zjuzins 73'        | Zpráva | Limberský 13' Darida 25' | Skonto stadions, Riga diváci: 7 913 rozhodčí: Deniz Aytekin (Německo) |

| 6. září 2015 18:00              |        |            |                                                                             |
| Turecko                         | 3 : 0  | Nizozemsko | Torku Arena, Konya diváci: 41 007 rozhodčí: Antonio Mateu Lahoz (Španělsko) |
| Özyakup 8' Turan 26' Yılmaz 86' | Zpráva |            | Torku Arena, Konya diváci: 41 007 rozhodčí: Antonio Mateu Lahoz (Španělsko) |

| 6. září 2015 20:45 |        |            |                                                                                  |
| Island             | 0 : 0  | Kazachstán | Laugardalsvöllur, Reykjavík diváci: 9 767 rozhodčí: Jevhen Aranovskij (Ukrajina) |
|                    | Zpráva |            | Laugardalsvöllur, Reykjavík diváci: 9 767 rozhodčí: Jevhen Aranovskij (Ukrajina) |

| 10. října 2015 18:00            |        |                      |                                                                          |
| Island                          | 2 : 2  | Lotyšsko             | Laugardalsvöllur, Reykjavík diváci: 9 767 rozhodčí: Alexej Eskov (Rusko) |
| Sigþórsson 5' G. Sigurðsson 27' | Zpráva | Cauņa 49' Šabala 68' | Laugardalsvöllur, Reykjavík diváci: 9 767 rozhodčí: Alexej Eskov (Rusko) |

| 10. října 2015 18:00 |        |                            |                                                                        |
| Kazachstán           | 1 : 2  | Nizozemsko                 | Astana Arena, Astana diváci: 20 716 rozhodčí: Clément Turpin (Francie) |
| Kuat 90+6'           | Zpráva | Wijnaldum 33' Sneijder 50' | Astana Arena, Astana diváci: 20 716 rozhodčí: Clément Turpin (Francie) |

| 10. října 2015 20:45 |        |                                |                                                                         |
| Česko                | 0 : 2  | Turecko                        | Generali Arena, Praha diváci: 17 190 rozhodčí: Martin Atkinson (Anglie) |
|                      | Zpráva | İnan 62' (pen.) Çalhanoğlu 79' | Generali Arena, Praha diváci: 17 190 rozhodčí: Martin Atkinson (Anglie) |

| 13. října 2015 20:45 |        |            |                                                                       |
| Lotyšsko             | 0 : 1  | Kazachstán | Skonto stadions, Riga diváci: 7 027 rozhodčí: Steven McLean (Skotsko) |
|                      | Zpráva | Kuat 65'   | Skonto stadions, Riga diváci: 7 027 rozhodčí: Steven McLean (Skotsko) |

| 13. října 2015 20:45         |        |                                              |                                                                               |
| Nizozemsko                   | 2 : 3  | Česko                                        | Amsterdam ArenA, Amsterdam diváci: 48 000 rozhodčí: Damir Skomina (Slovinsko) |
| Huntelaar 70' Van Persie 83' | Zpráva | Kadeřábek 24' Šural 35' Van Persie 66' (vl.) | Amsterdam ArenA, Amsterdam diváci: 48 000 rozhodčí: Damir Skomina (Slovinsko) |

| 13. října 2015 20:45 |        |        |                                                                       |
| Turecko              | 1 : 0  | Island | Timsah Arena, Bursa diváci: 39 404 rozhodčí: Gianluca Rocchi (Itálie) |
| İnan 89'             | Zpráva |        | Timsah Arena, Bursa diváci: 39 404 rozhodčí: Gianluca Rocchi (Itálie) |

## Statistiky

### Střelci
Přehled střelců skupiny A.
6 gólů
- Gylfi Sigurðsson

5 gólů
- Klaas-Jan Huntelaar

4 góly
- Bořek Dočkal
- Burak Yılmaz

3 góly
- Kolbeinn Sigþórsson
- Jurij Logviněnko
- Valērijs Šabala
- Robin van Persie
- Selçuk İnan

2 góly
- Pavel Kadeřábek
- Václav Pilař
- Milan Škoda
- Birkir Bjarnason
- Aron Gunnarsson
- Islambek Kuat
- Arjen Robben
- Georginio Wijnaldum
- Arda Turan

1 gól
- Vladimír Darida
- Ladislav Krejčí
- David Lafata
- David Limberský
- Tomáš Necid
- Tomáš Sivok
- Josef Šural
- Jón Daði Böðvarsson
- Rúrik Gíslason
- Eiður Guðjohnsen
- Ragnar Sigurðsson
- Renat Abdulin
- Samat Smakov
- Aleksandrs Cauņa
- Aleksejs Višņakovs
- Artūrs Zjuzins
- Ibrahim Afellay
- Jeffrey Bruma
- Stefan de Vrij
- Luciano Narsingh
- Wesley Sneijder
- Serdar Aziz
- Umut Bulut
- Hakan Çalhanoğlu
- Bilal Kısa
- Oğuzhan Özyakup

Vlastní branka

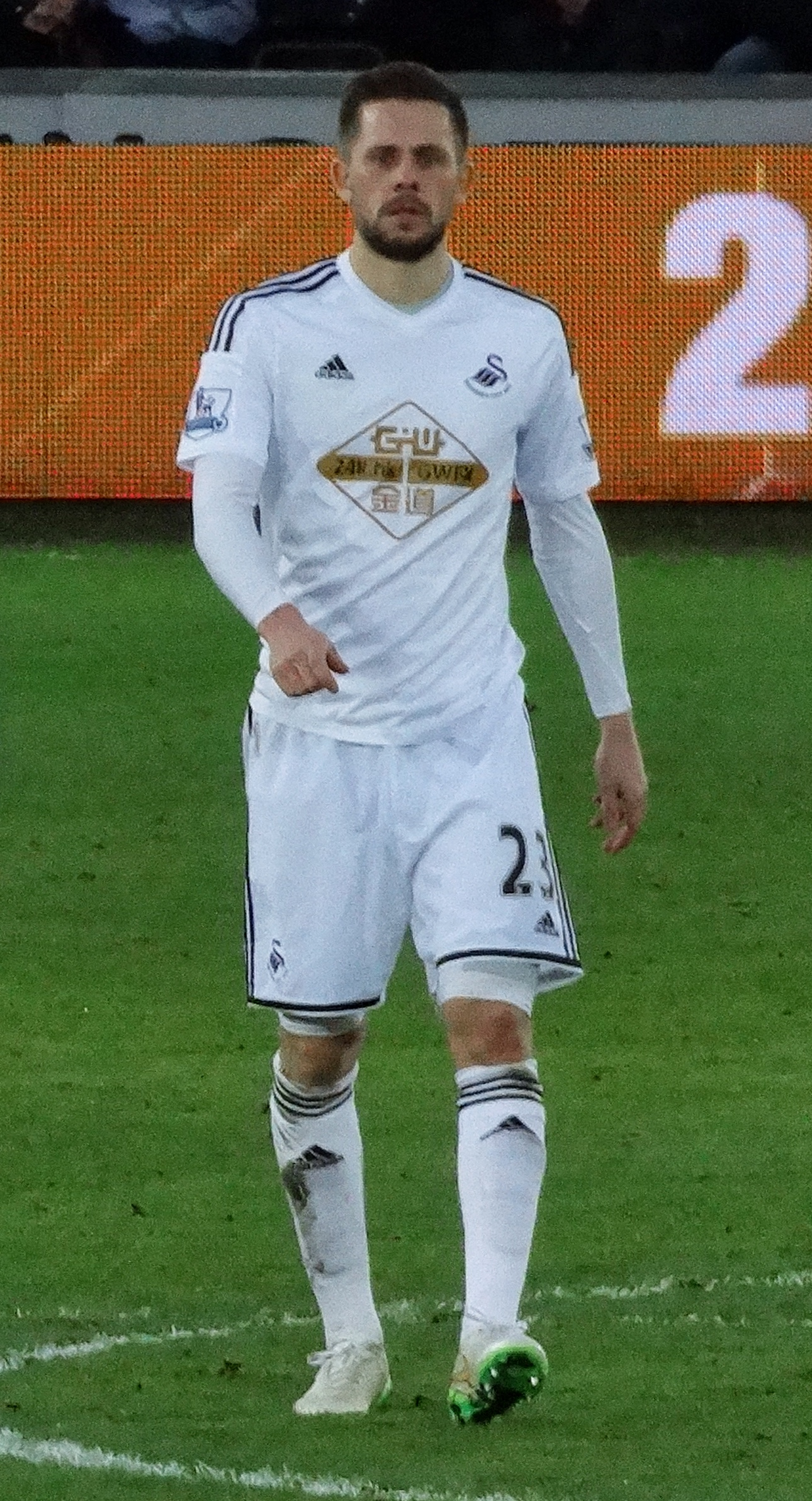
Islanďan Gylfi Sigurðsson se stal se 6 trefami nejlepším střelcem skupiny

- Jón Daði Böðvarsson (proti Česku)
- Robin van Persie (proti Česku)

### Asistence
Přehled asistentů skupiny A.
3 asistence
- Gylfi Sigurðsson
- Wesley Sneijder
- Arda Turan

2 asistence
- Pavel Kadeřábek
- David Limberský
- Jiří Skalák
- Josef Šural
- Ari Skúlason
- Deniss Rakels
- Ibrahim Afellay
- Daley Blind
- Robin van Persie
- Caner Erkin
- Volkan Şen

1 asistence
- Bořek Dočkal
- Daniel Kolář
- Ladislav Krejčí
- David Lafata
- Tomáš Necid
- Jaroslav Plašil
- David Pavelka
- Václav Procházka
- Daniel Pudil
- Birkir Bjarnason
- Jóhann Berg Guðmundsson
- Aron Gunnarsson
- Emil Hallfreðsson
- Kolbeinn Sigþórsson
- Sergej Chižničenko
- Andrej Karpovič
- Tanat Nuserbajev
- Dmitrij Šomko
- Aleksejs Višņakovs
- Artūrs Zjuzins
- Jordy Clasie
- Bas Dost
- Anwar El Ghazi
- Klaas-Jan Huntelaar
- Arjen Robben
- Georginio Wijnaldum
- Gökhan Töre
- Burak Yılmaz

## Absence hráčů
Následující hráči nemohli v důsledku trestu nastoupit v některém z utkání kvalifikace.
| Tým        | Hráč                 | Přestupek | Délka trestu                                                                                  |
| ---------- | -------------------- | --- | --------------------------------------------------------------------------------------------- |
| Česko      | Bořek Dočkal         | nahromadění žlutých karet proti: Islandu (16. listopadu 2014) Lotyšsku (28. března 2015) Turecku (10. října 2015)  | 1 utkání proti Nizozemsku (13. října 2015)                                                    |
| Island     | Aron Gunnarsson      | vyloučení po druhé žluté kartě proti Kazachstánu (6. září 2015)                                                    | 1 utkání proti Lotyšsku (10. října 2015)                                                      |
| Kazachstán | Bauyržan Džolčijev   | červená karta proti Nizozemsku (10. října 2014)                                                                    | 3 utkání proti: Česku (13. října 2014) Turecku (16. listopadu 2014) Islandu (28. března 2015) |
| Kazachstán | Dmitrij Šomko        | nahromadění žlutých karet proti: Nizozemsku (10. října 2014) Turecku (12. června 2015) Česku (3. září 2015)        | 1 utkání proti Islandu (6. září 2015)                                                         |
| Lotyšsko   | Artjoms Rudņevs      | vyloučení po druhé žluté kartě proti Islandu (10. října 2014)                                                      | 1 utkání proti Turecku (13. října 2014)                                                       |
| Lotyšsko   | Gints Freimanis      | vyloučení po druhé žluté kartě proti Turecku (13. října 2014)                                                      | 1 utkání proti Nizozemsku (16. listopadu 2014)                                                |
| Nizozemsko | Bruno Martins Indi   | červená karta proti Islandu (3. září 2015)                                                                         | 1 utkání proti Turecku (6. září 2015)                                                         |
| Nizozemsko | Gregory van der Wiel | nahromadění žlutých karet proti: Turecku (28. března 2015) Islandu (3. září 2015) Turecku (6. září 2015)           | 1 utkání proti Kazachstánu (10. října 2015)                                                   |
| Turecko    | Ömer Toprak          | vyloučení po druhé žluté kartě proti Islandu (9. září 2014)                                                        | 1 utkání proti Česku (10. října 2014)                                                         |
| Turecko    | Arda Turan           | nahromadění žlutých karet proti: Islandu (9. září 2014) Lotyšsku (13. října 2014) Kazachstánu (16. listopadu 2014) | 1 utkání proti Nizozemsku (28. března 2015)                                                   |